# Syllitus bicolor
Syllitus bicolor är en skalbaggsart som först beskrevs av Schwarzer 1924.  Syllitus bicolor ingår i släktet Syllitus och familjen långhorningar. Inga underarter finns listade i Catalogue of Life.